# Автолайн
«Автола́йн» (полное наименование — АО (ранее ПАО) «Группа Автолайн») — российская группа компаний, занимающаяся автобусными пассажирскими перевозками в Москве, Московской, Тверской, Костромской и Ярославской областях. Ранее группа занималась перевозками в Тульской и Ивановской областях. Предприятия группы компании имеют статус предприятий общественного транспорта общего пользования. Прибыль головной компании (без учёта дочерних компаний) в 2021 году составила 233 тысячи рублей.

## История
Основана в 1994 году, первоначально компания занималась пассажирскими перевозками на микроавтобусах «РАФ-22038-02», работавших в режиме маршрутного такси.
В конце 1990-х — начале 2000-х основной парк составляли «Газели» модели ГАЗ-322132, дополненные микроавтобусами Tata-407 и малыми автобусами ПАЗ-3205 и Iveco Menarini, а также большими автобусами Scania OmniLink. С середины 2000-х парк «Автолайн» начал переоснащаться импортными микроавтобусами и малыми автобусами моделей Mercedes-Benz Sprinter, Iveco Daily, Ford Transit, Citroën Jumper, Peugeot Boxer, Volkswagen Crafter, Hyundai County. К 2006 году парк компании состоял из 2000 собственных и 700 арендованных микроавтобусов, компания занимала около 45 % московского рынка регулярных пассажирских микроавтобусных перевозок.
По состоянию на 2013 год фирма обслуживала свыше 420 регулярных маршрутов в Москве и районы Московской области, долгосрочных проездных билетов не было, оплата проезда производилась водителю или кондуктору, стоимость проезда по Москве варьировалась от 20 до 35 рублей.
В 2016 году «Группа Автолайн» вошла в состав Центральной пригородной пассажирской компании.

## Современное состояние

### Участие в новой модели транспортного обслуживания города Москвы
С 9 сентября 2014 года на московских маршрутах «Автолайна» проводился эксперимент по присоединению к тарифному меню Департамента транспорта и развития дорожно-транспортной инфраструктуры города Москвы. В мае 2016 года «Автолайн» стал одним из перевозчиков Москвы, получившим право работать по новой модели транспортного обслуживания Москвы. В рамках новой модели компания основала транспортное предприятие ООО «Трансавтолиз», в состав которого вошли несколько бывших коммерческих перевозчиков, прежде работавшие на маршрутах с нерегулируемым тарифом. Обновлён и улучшен подвижной состав: большинство микроавтобусов Iveco Daily 2014 года выпуска и позже прошли капитальный ремонт и модернизацию, а также получен новый подвижной состав (автобусы среднего класса Нижегородец-VSN700 (IVECO), а также автобусы большого класса ЛиАЗ-5292.65 и МАЗ-203.069).
В общей сложности компания выиграла 38 лотов на обслуживание 128 маршрутов в городе Москве, были заключены государственные контракты сроком на 5 лет. В августе 2016 года компания официально отменила все свои маршрутные такси в городе Москве.
С 2019 года на ряде маршрутов города Москвы (преимущественно в ТиНАО) работают автобусы среднего класса ЛиАЗ-4292.60.
С 2021 года все микроавтобусы малого класса (Iveco Daily, Mercedes-Benz Sprinter), а также автобусы среднего класса Нижегородец-VSN700 (IVECO), были отставлены от эксплуатации в городе Москве, на смену им пришли новые автобусы большого класса ЛиАЗ-5292.65 2021 года выпуска, а также продолжили свою эксплуатацию вплоть до последующего списания автобусы большого класса ЛиАЗ-5292.65 и МАЗ-203.069 2016 года выпуска. Изменилась и маршрутная сеть в городе Москве: с ноября 2021 года в неё входят 68 автобусных маршрутов, для их обслуживания задействованы 4 эксплуатационные площадки.

### В других регионах
С 2006 года до 2010 года «Автолайн» обслуживал маршруты в Ивановской области. В 2010 году маршрутные перевозки прекратились, в 2017 году предприятие ликвидировано.
С мая по декабрь 2019 года субподпрядчик ООО «Контроль-Сервис» обслуживал Тульскую область.
В 2020 году «Автолайн» начал работу в Тверской области.
В 2021 году группа компаний начала работу в Ярославле.
В 2023 году ООО «Красногорск-Авто» начало работу в Костроме.

## Галерея

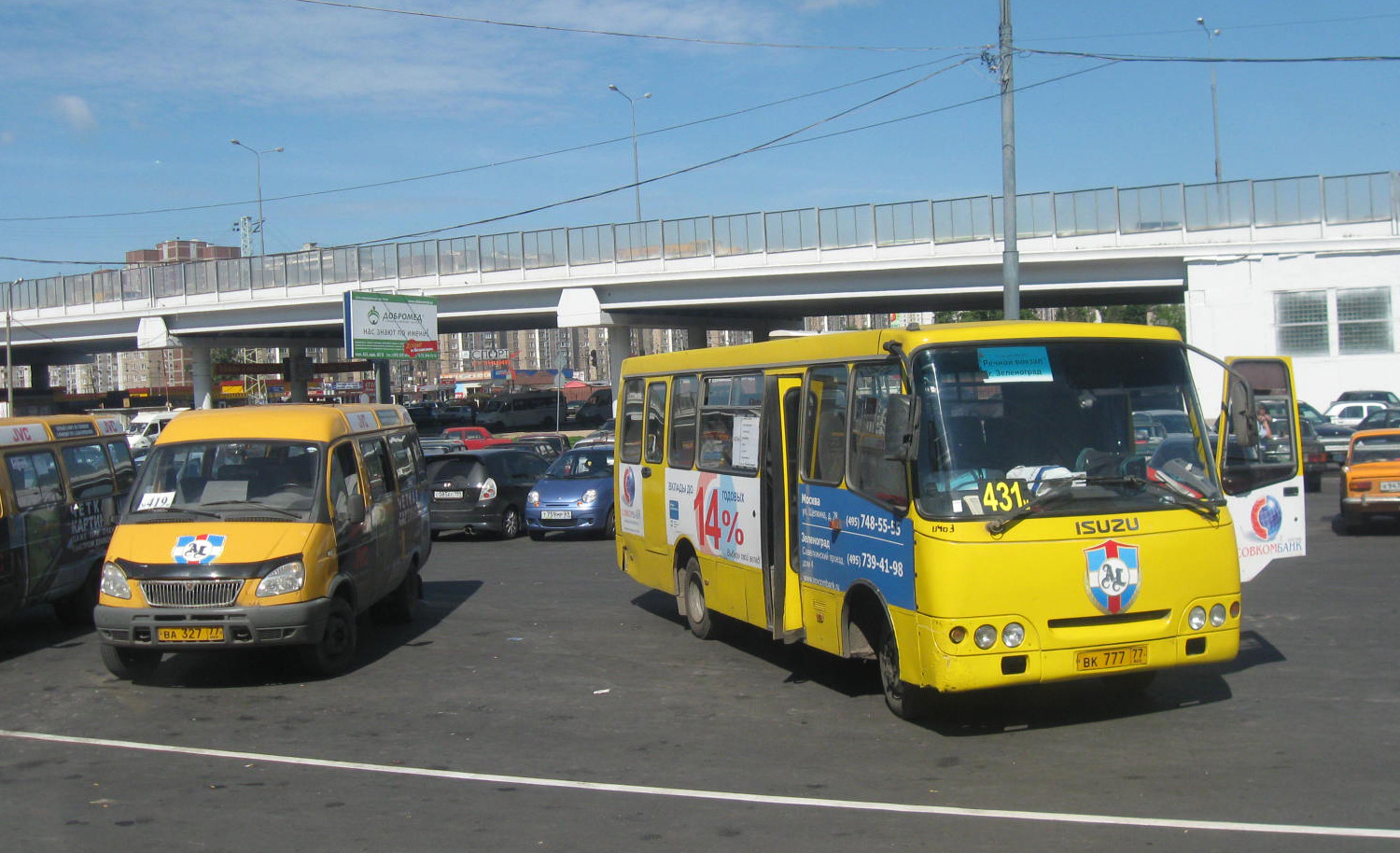
ГАЗ-3221 (слева) и Isuzu Богдан А092 (справа), 2008
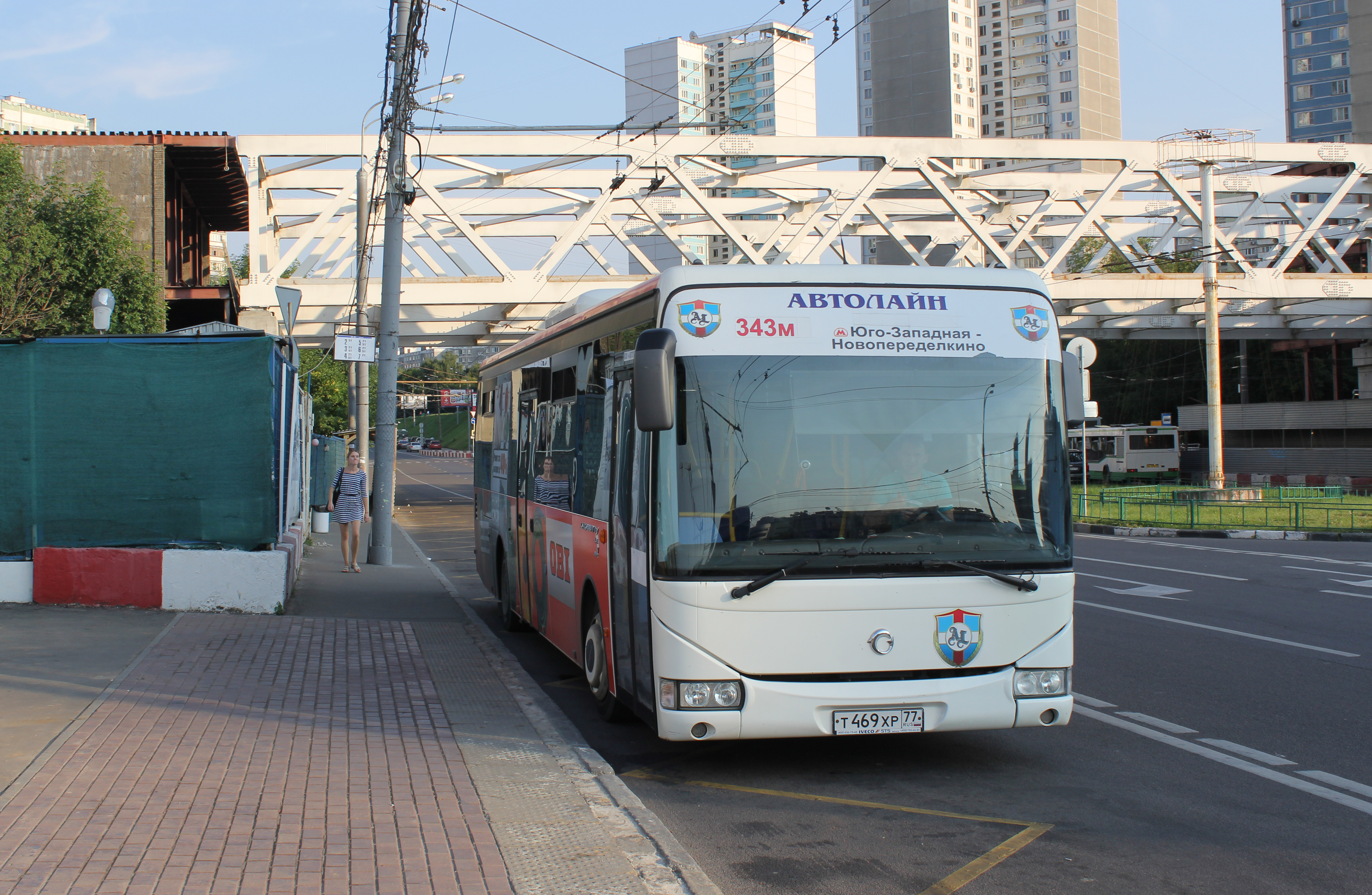
Irisbus Crossway LE 12M  на маршруте № 343м, 2015
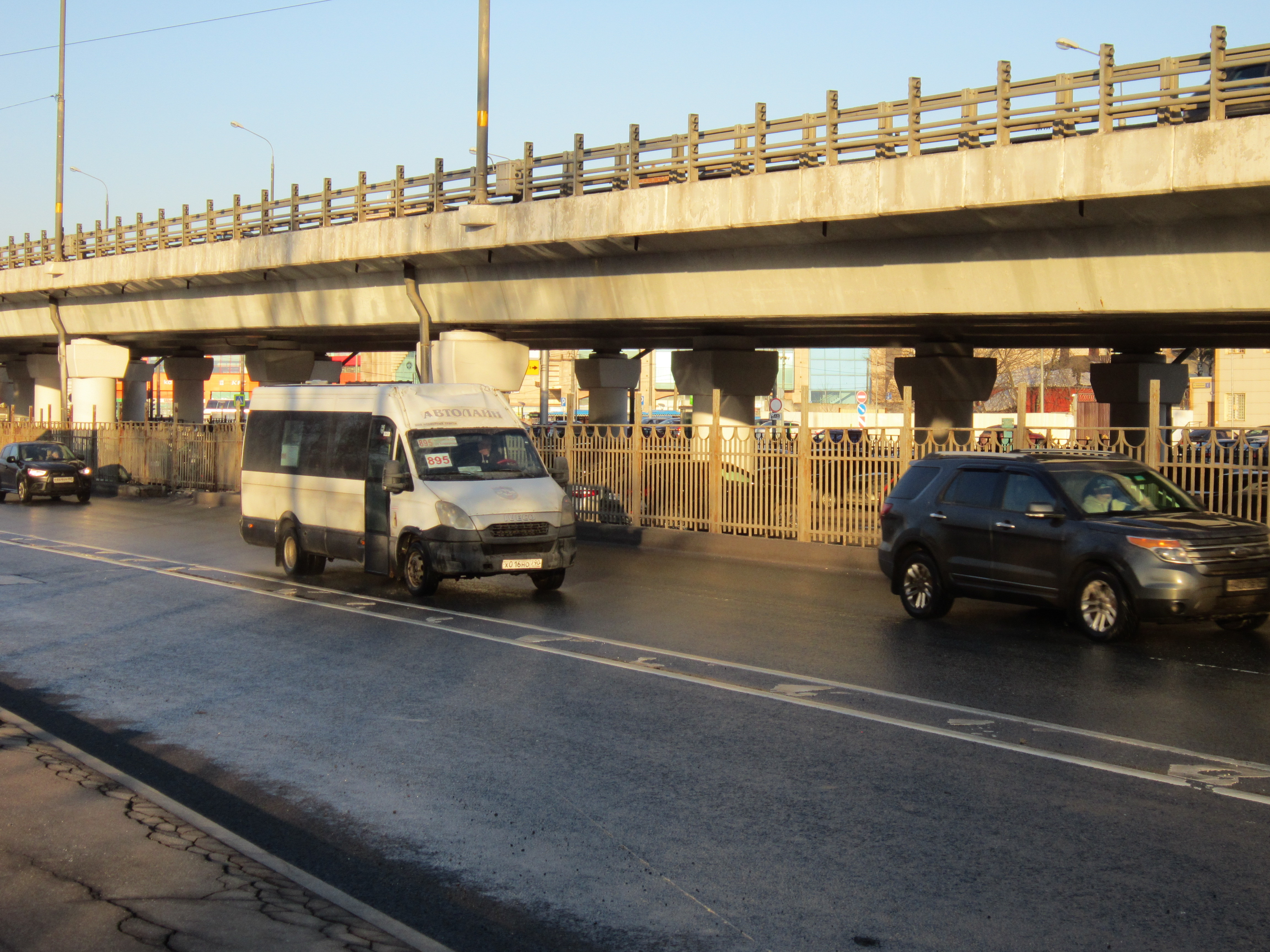
Нижегородец-2227UU (IVECO Daily) на маршруте № 895 маршрутного такси Новой Москвы, 2023
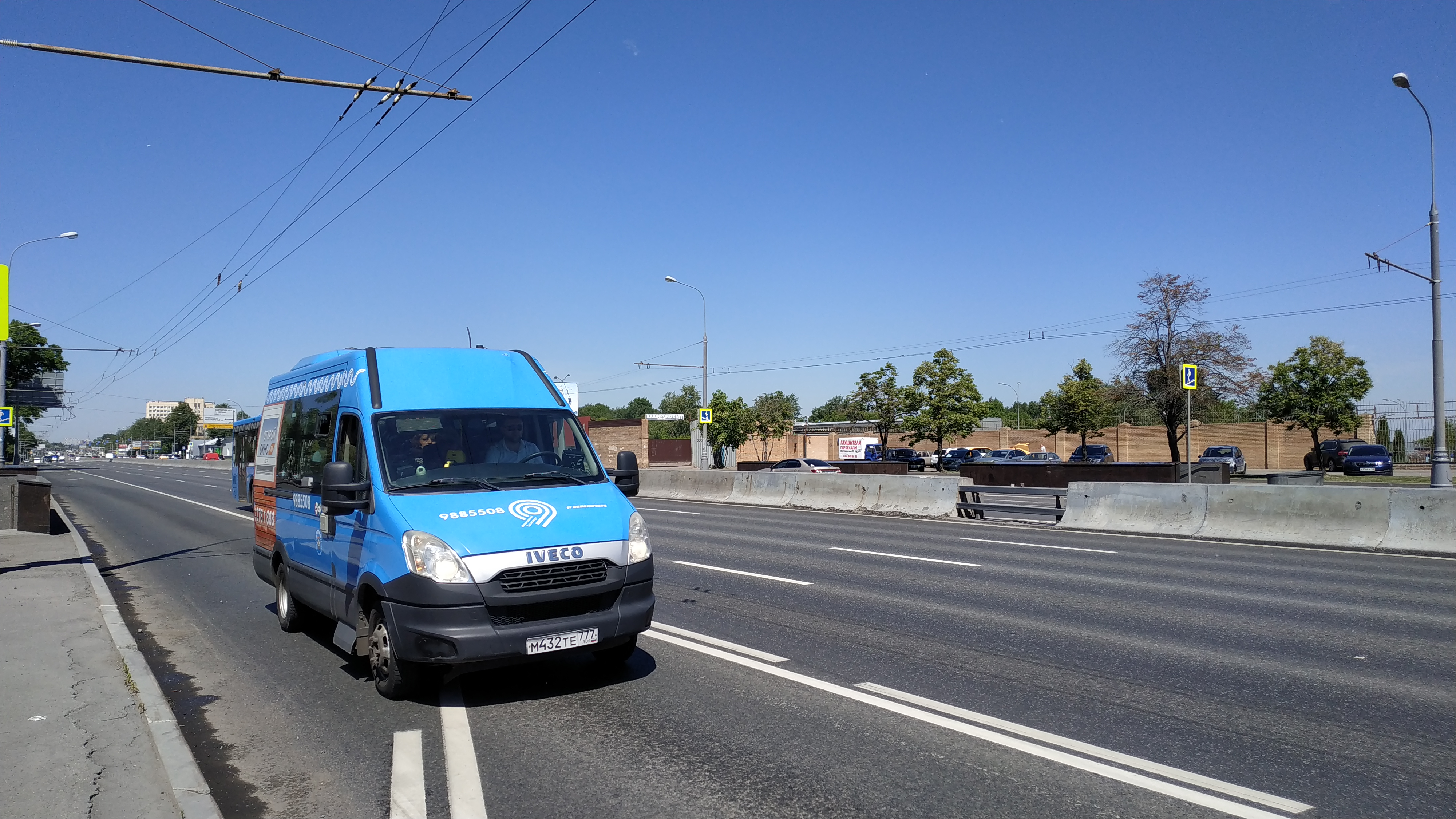
Нижегородец-2227UU (IVECO Daily), маршрут № 415, 2019
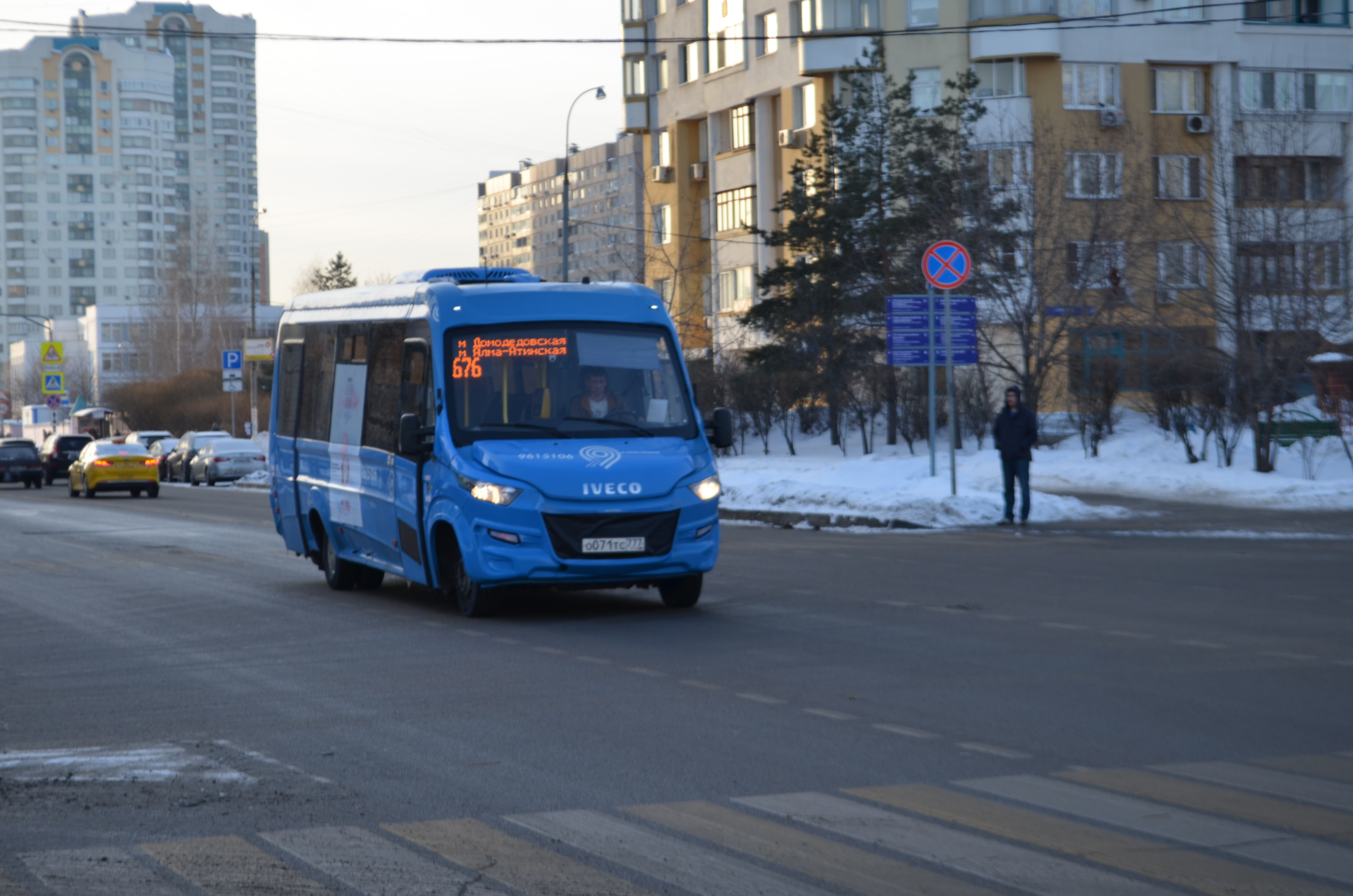
Нижегородец-VSN700 (IVECO)  на маршруте № 676, 2019
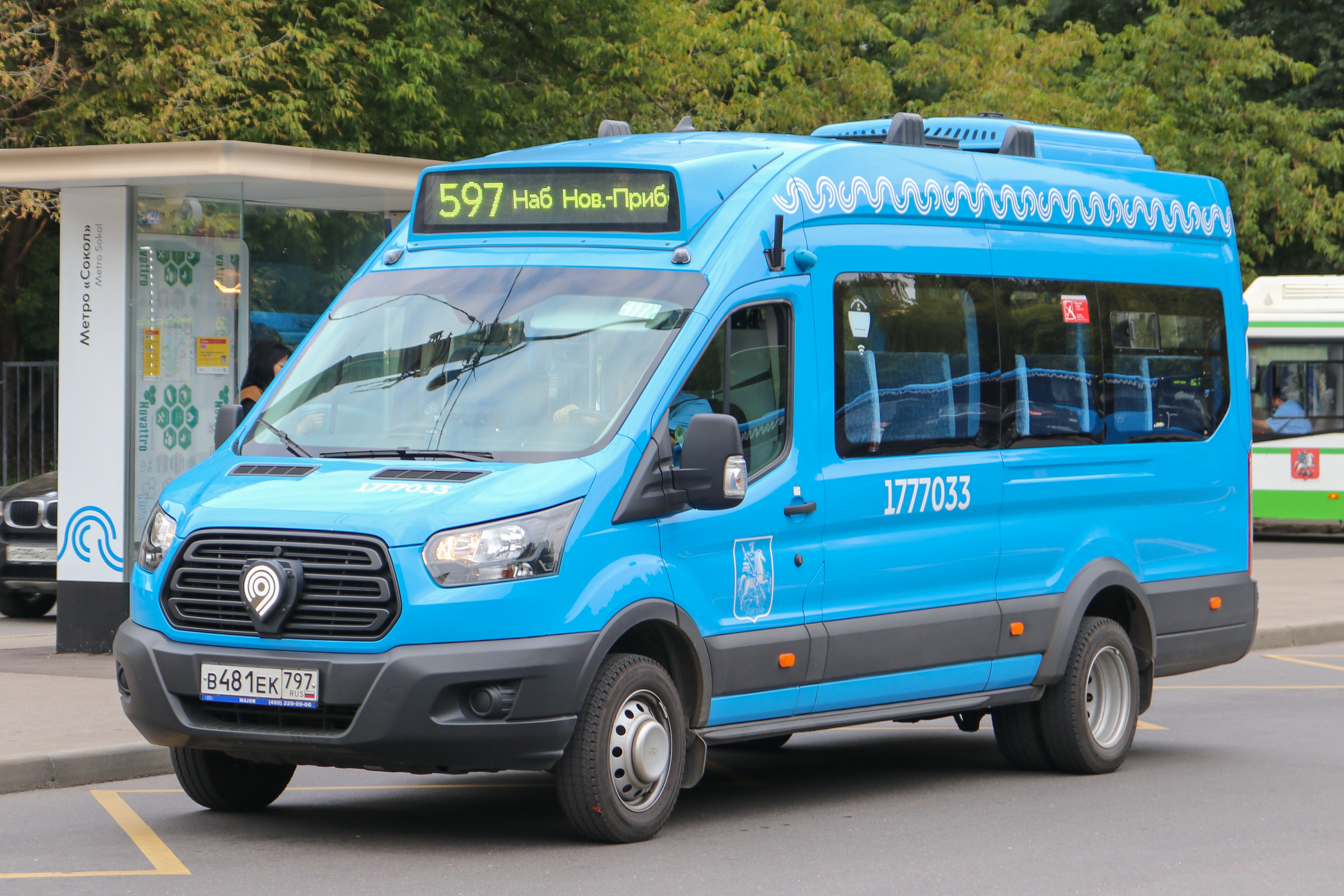
Нижегородец-222708 (Ford Transit FBD) на маршруте № 597, 2021
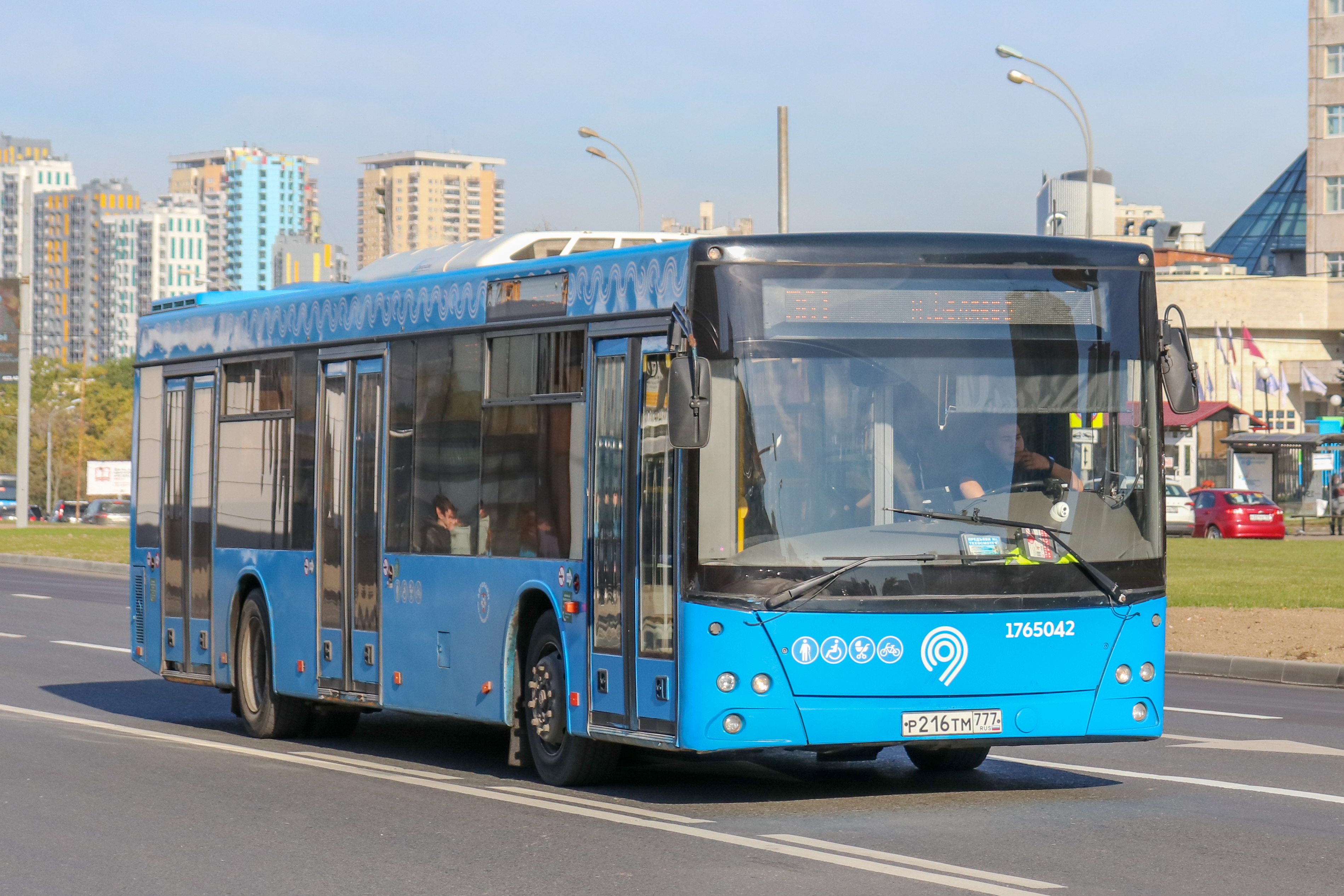
МАЗ-203.069  на маршруте № 361, 2021
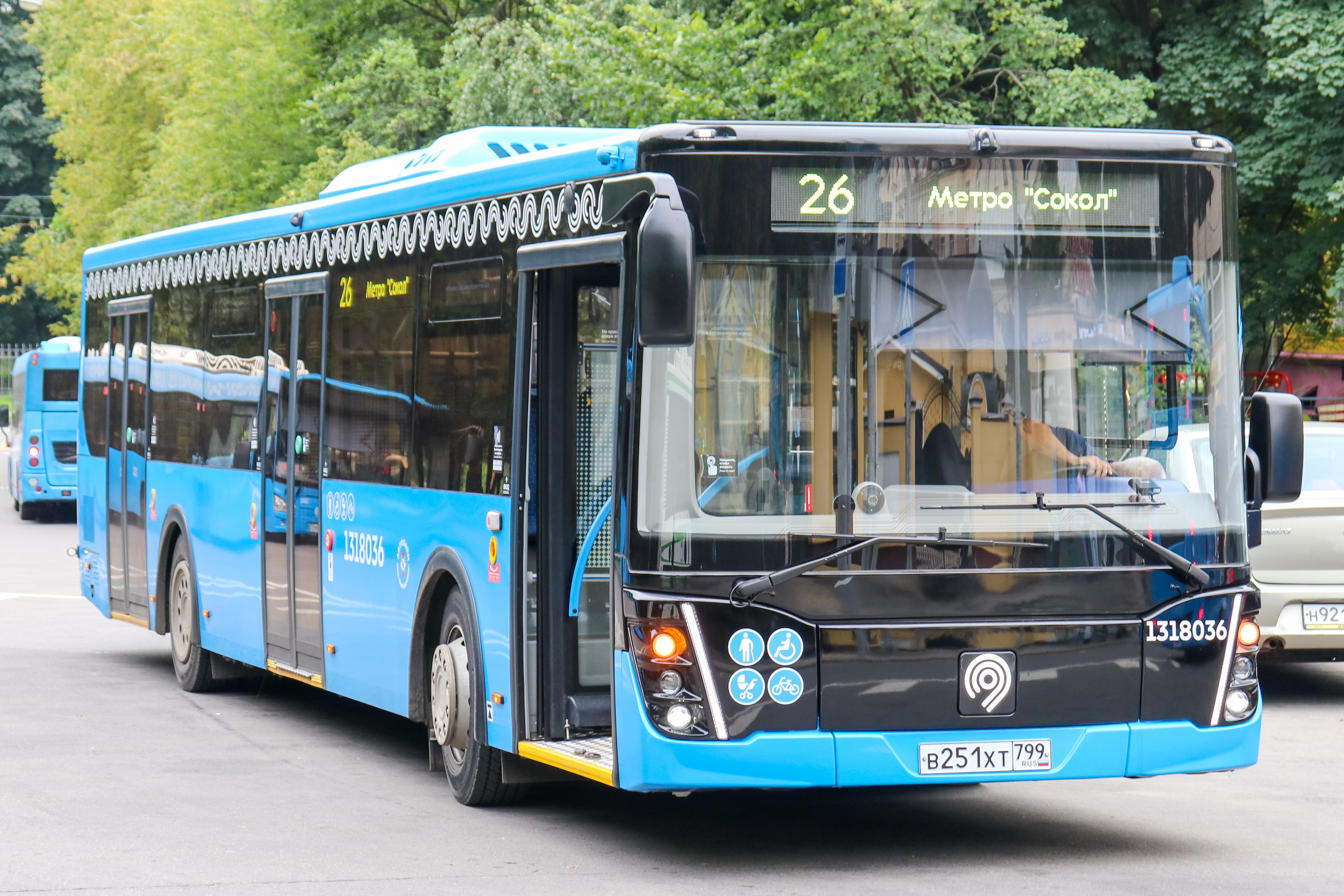
ЛиАЗ-5292.65  2021 года в рестайлинге для Московского транспорта на маршруте № 26, 2021
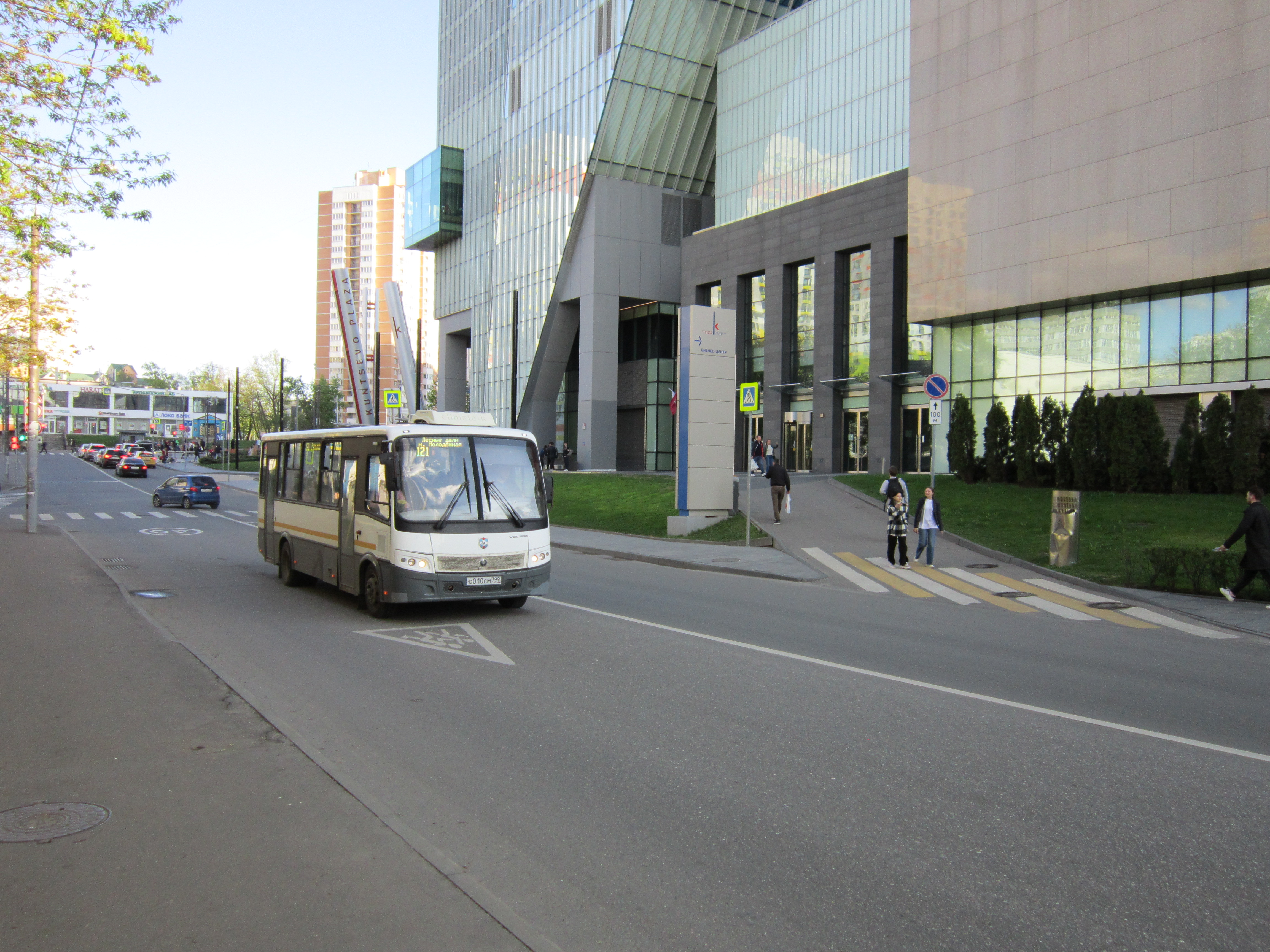
ПАЗ-320412-04 «Вектор» ООО «Краслайн» в начале Оршанской улицы, маршрут Московской области № 121, 2023
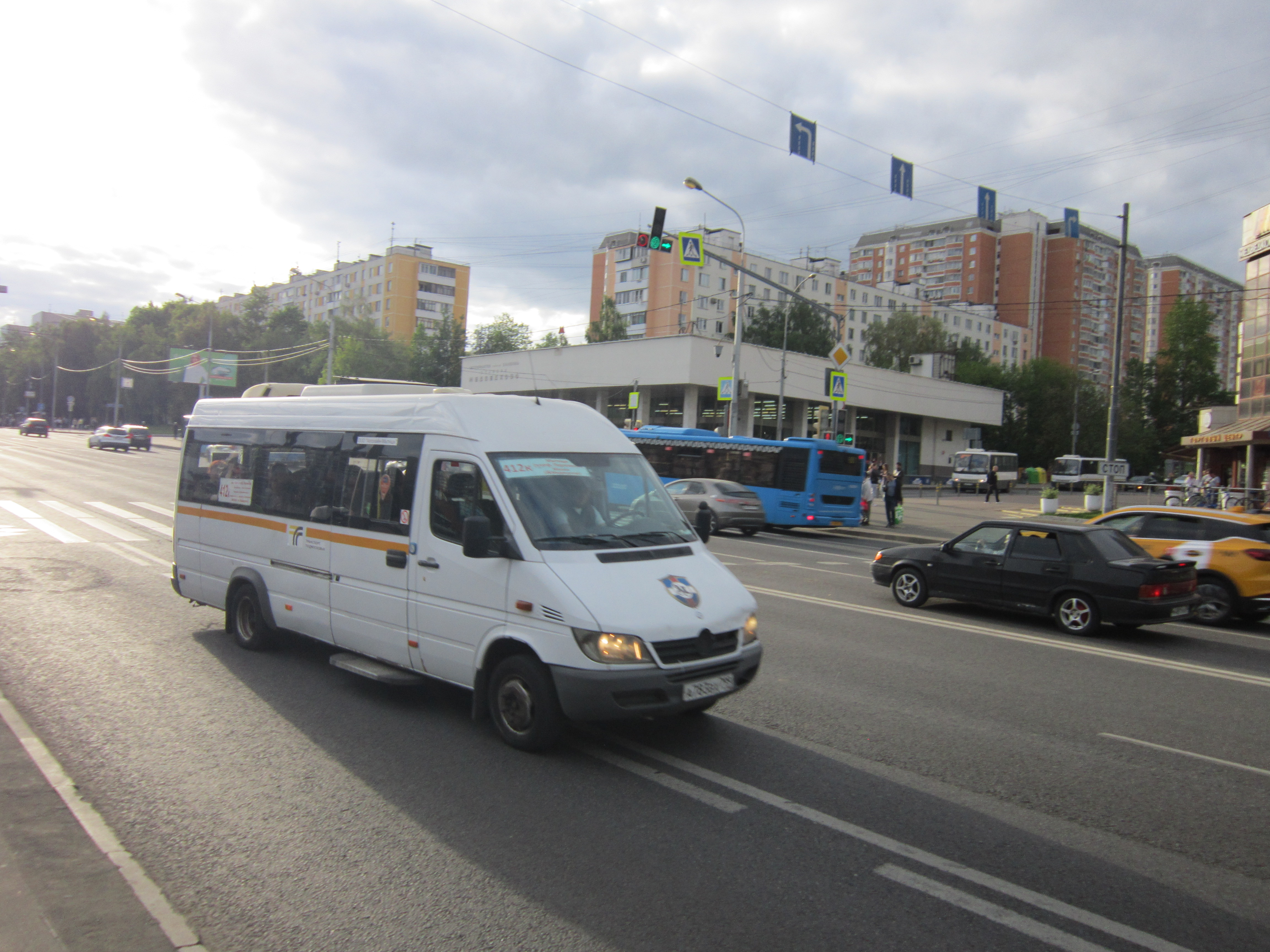
Луидор-2232DP (MB Sprinter Classic)  ООО «Автолайн-Мытищи» на Широкой улице, маршрут Московской области № 412к, 2023